# Tetranema roseum
Tetranema roseum är en grobladsväxtart som först beskrevs av Martin Martens och Henri Guillaume Galeotti och fick sitt nu gällande namn av Paul Carpenter Standley och Julian Alfred Steyermark. Tetranema roseum ingår i släktet Tetranema och familjen grobladsväxter. Inga underarter finns listade i Catalogue of Life.

## Bilder

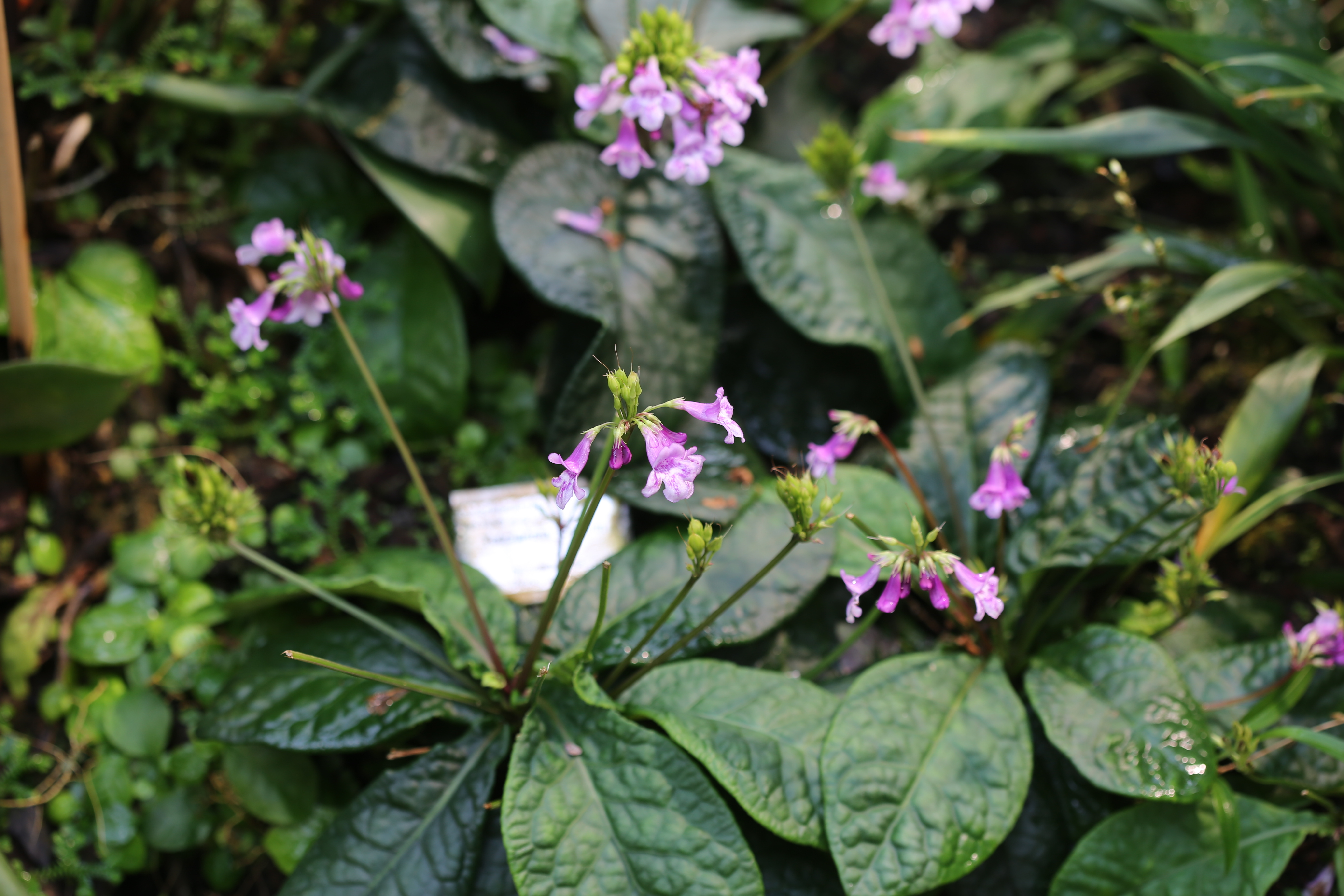
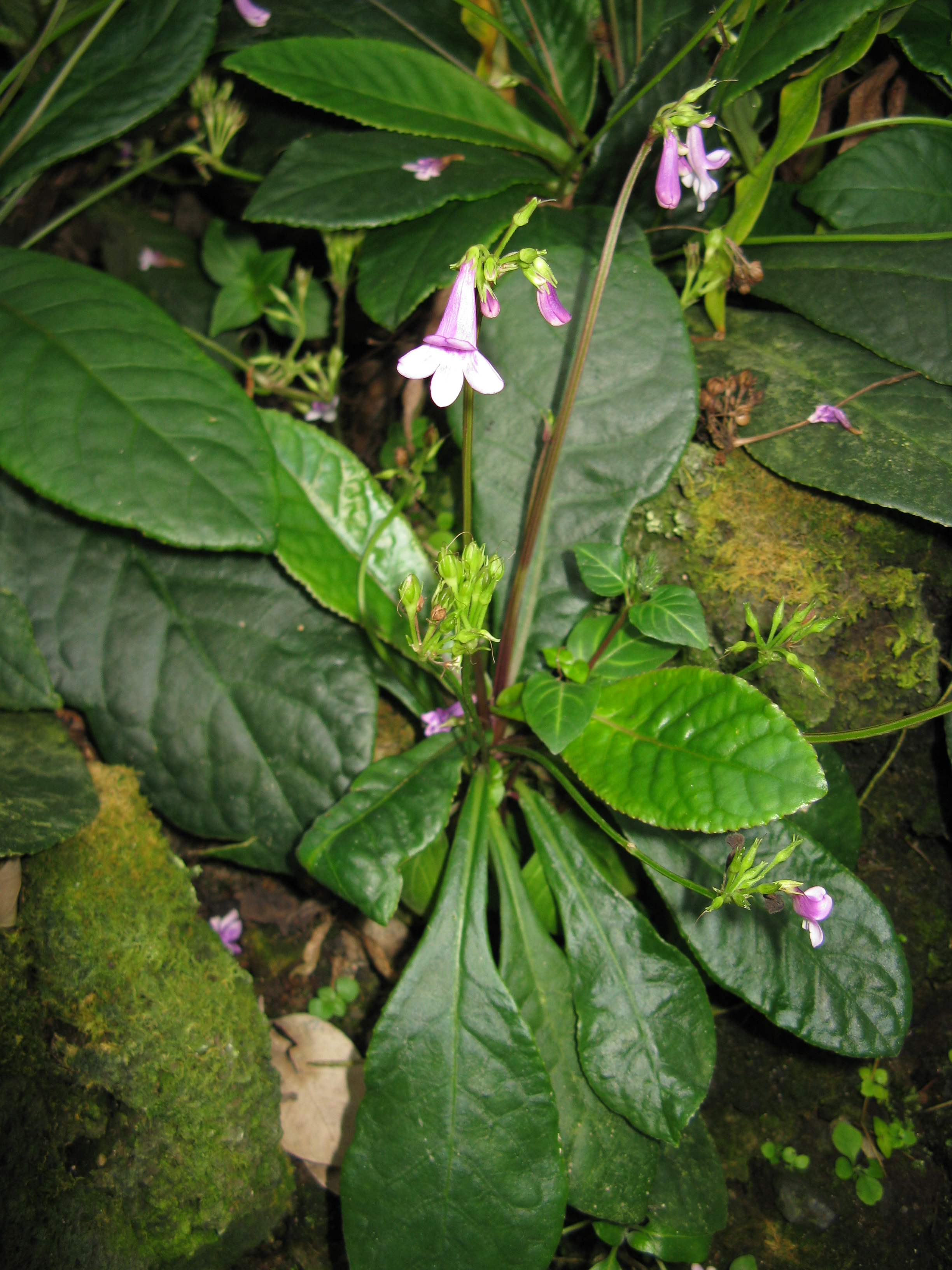
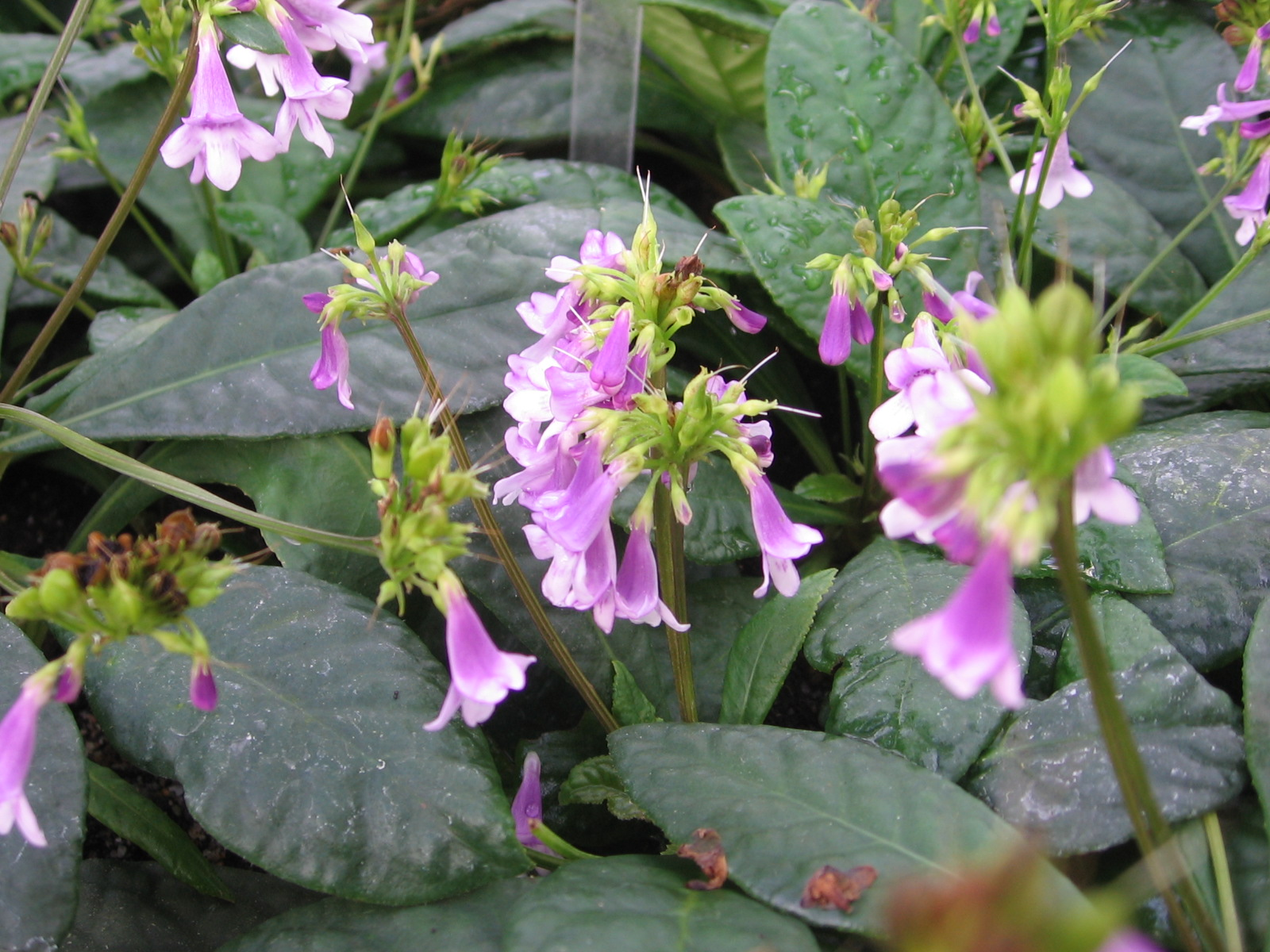
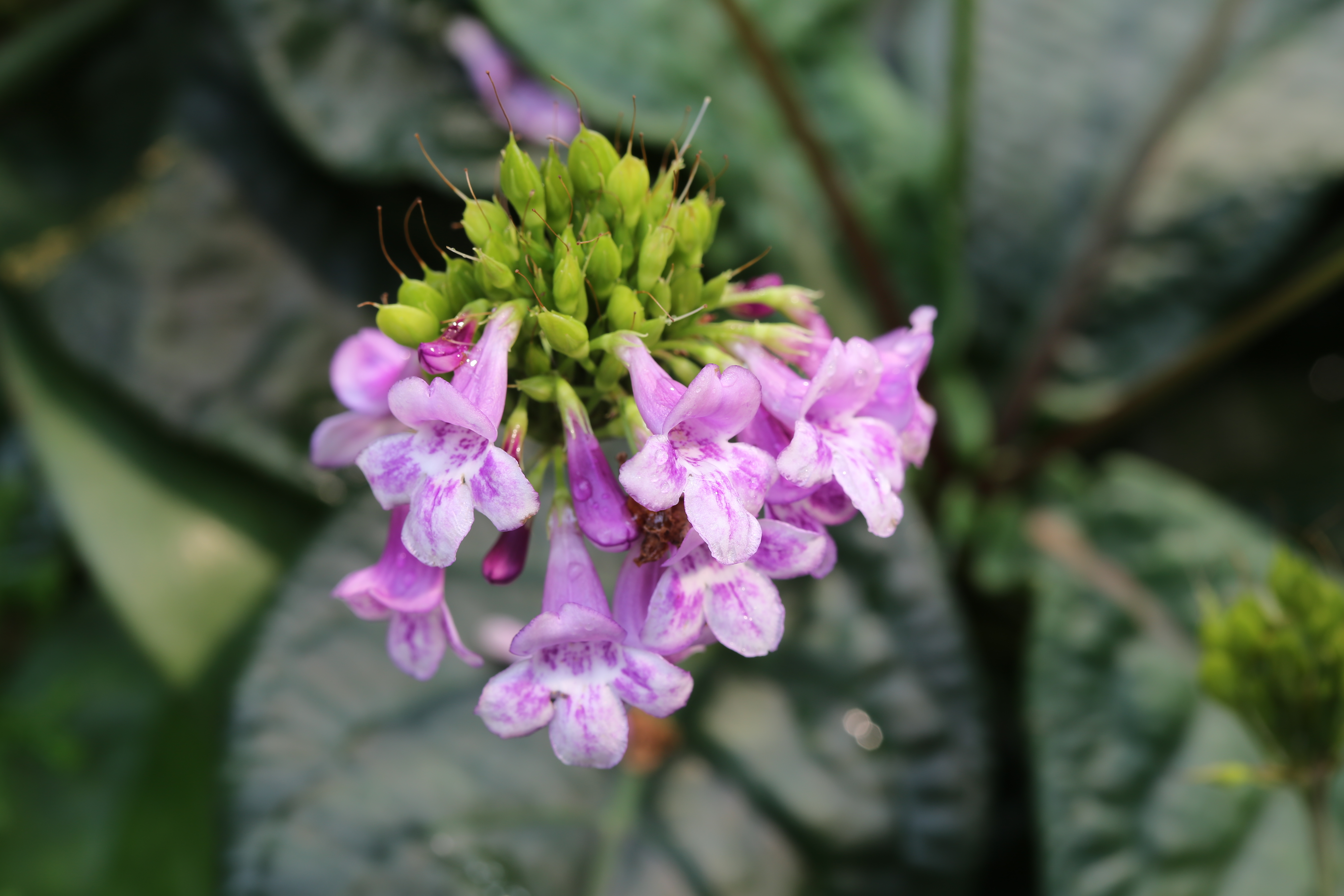